# Псянчин, Вали Шагалиевич
Псянчин Вали Шагалиевич (баш. Псәнчин Вәли Шәғәли улы; 1930—2013) — башкирский языковед, советский и российский тюрколог, член-корреспондент Академии педагогических и социальных наук РФ, кандидат филологических наук (1965), доцент (1970), профессор, заслуженный учитель Республики Башкортостан (1991). Является одним из ведущих специалистов в области описательной и исторической грамматики, стилистики и поэтики башкирского языка, методики преподавания родного языка в школах и вузах.

## Биография
Вали Шагалиевич Псянчин родился 22 апреля 1930 года в деревне 1-е Давлеткулово Зилаирского кантона Башкирской АССР, ныне Кугарчинского района Республики Башкортостан, в семье сельского учителя.
Глава семейства, Шагали Мухаметсакеевич Псянчин, в свое время окончил педагогические курсы при Башкирском педагогическом техникуме, который располагался тогда в оренбургском Караван-Сарае. В 1941 году ушёл на фронт с должности директора Санзяповской неполной средней школы Кугарчинского района. Воевал младшим политруком. Погиб весной 1944 года в тяжелых боях за освобождение Одессы. Похоронен Шагали Псянчин в братской могиле в деревне Петровка Одесской области. Посмертно награждён орденом Отечественной войны второй степени.
Мать, Шамсивара Шагадатовна, совершила настоящий материнский подвиг, вырастив и воспитав четверых детей, получивших образование и ставших достойными членами общества. Судьба Вали Псянчина схожа с судьбами многих детей войны, познавших нужду и лишения, выдержавших все испытания. Ещё подростком он получил свою первую государственную награду — медаль «За доблестный труд в Великой Отечественной войне 1941—1945 гг.», которой очень гордился.
После окончания Кугарчинской семилетней школы в 1944 году Вали Псянчин продолжил образование в Мраковской средней школе, затем в Мраковском педагическом училище. После окончания училища работал в Сапыковской начальной, позже — Айгай-Мурсаляевской семилетней школах родного района. В 1950—1953 годах служил в рядах Советской Армии и демобилизовался младшим лейтенантом запаса. Затем работал учителем в сельской школе.
В 1954 году Вали Шагалиевич поступил на филологический факультет Башкирского государственного педагогического института им. К. А. Тимирязева (ныне Уфимский университет науки и технологий). После успешного окончания учёбы в 1959 году Вали Псянчин начал трудовую деятельность сотрудником Министерства просвещения Башкирской АССР. Очень скоро активного и деятельного молодого человека назначили начальником отдела учебников министерства.
В 1961 году Вали Шагалиевич стал преподавателем Башгосуниверситета. Затем учился в очной аспирантуре при кафедре башкирского языка БашГУ (ныне Уфимский университет науки и технологий). В 1965 году успешно защитил диссертацию на тему «История формирования башкирского литературного письменного языка» под руководством Джалиля Киекбаева и стал кандидатом филологических наук. В своей работе молодому ученому удалось доказать, что в основе литературного языка башкир лежит не старотюркский письменный язык, а язык более богатого в жанровом плане башкирского устно-поэтического творчества.
С 1984 года Вали Псянчин являлся заведующим Башкирским филиалом НИИ национальных школ Академии педагогических наук РСФСР (ныне Башкирский филиал Института национальных проблем образования Министерства образования РФ). С 1993 по 2003 год трудился здесь же главным научным сотрудником. За эти годы ученый оказал большую учебно-методическую помощь башкирским школам, находящимся в других регионах России, способствовал открытию новых башкирских школ в Оренбургской, Курганской, Челябинской и других областях. Вали Псянчин принял активное участие в создании учебников нового поколения по башкирскому языку и литературе, русскому языку и литературе для башкирских школ.
В 1964—1984 годах Вали Шагалиевич преподавал на кафедре башкирского языка БашГУ (ныне Уфимский университет науки и технологий) ассистентом, затем старшим преподавателем и доцентом. Читал лекции по лексике, башкирской диалектологии, сравнительной грамматике тюркских языков, истории башкирского литературного языка. Вел семинары по проблемам языка произведений башкирских писателей, читал спецкурс «Художественные средства языка», выпустил его программу. В эти годы увидели свет его монография «Мустай Карим — мастер слова» (Уфа, 1972), учебное пособие для учителей «Художественные средства языка» (Уфа, 1984).
Многие годы Вали Псянчин плодотворно трудился в области национальной филологии и лингвометодики, став одним из авторитетнейших ученых в области башкирского языка. Он глубоко исследовал историю грамматики, многие аспекты изучения языка — морфологию, стилистику художественной речи, риторику и историю развития литературного языка, описательную и историческую грамматику, определил лингводидактические основы методики преподавания башкирского языка в образовательных учебных заведениях.
Вали Шагалиевич является автором около 400 научных трудов, монографий, учебников, учебных пособий и программ для общеобразовательных школ, средних специальных и высших учебных заведений. Неоднократно ученый становился победителем республиканских конкурсов на лучший учебник. В соавторстве и самостоятельно он выпустил в свет учебники для 5, 9, 10-11 классов средних школ, стал автором многих программ, учебно-методических пособий для средних школ, колледжей и вузов. Вали Псянчин является соавтором академического труда «Грамматика современного башкирского литературного языка» (Москва, 1981) и учебника для пединститутов «Современный башкирский язык». Впервые в истории башкирской лингводидактики им были написаны учебные пособия «Основы риторики. Для 10-11 классов» (Уфа, 2001), «Основы культуры речи» (Уфа, 2004), «Башкирское художественное слово: от слова к выразительной речи» (Уфа, 2008).
Вали Псянчин внес большой личный вклад в повышение авторитета и уровня преподавания башкирского языка, престижа труда учителей родного языка. Уже много лет его книги и пособия продолжают служить людям и пользуются постоянным спросом у преподавателей, студентов и ученых. Широко известными трудами ученого являются: «Словообразовательные модели оронимов Башкирии» (Уфа, 1973), «История образования форм прилагательных» (Уфа, 1975), «Шежере как источник по исторической грамматике башкирского языка» (Уфа, 1975), «Историческая морфология башкирского языка» (Уфа, 1983), «Историческая грамматика башкирского языка» (Уфа, 1983), «Чудо образного слова» (Уфа, 1996), «Материнский язык» (Уфа, 2005).
С 2003 года Вали Псянчин находился на пенсии, но не прекращал активно заниматься наукой. Всегда был в курсе научных новинок, вел активную общественную жизнь. Во всех делах его помощником и соратником была супруга Лилия Габдулбареевна, с которой они прожили в любви и согласии 53 года. Она сама печатала рукописи, редактировала статьи и труды Вали Шагалиевича, всегда была первым читателем и критиком его книг.
Плодотворная научно-педагогическая деятельность Вали Псянчина получила высокую оценку государства и общественности. Ему было присвоено почетное звание «Заслуженный учитель Башкирской Советской Социалистической Республики». Он является Почетным работником общего образования Российской Федерации, Отличником народного просвещения РСФСР и Отличником просвещения Республики Башкортостан. Был награждён многими медалями. В 1985 году Указом Президиума Верховного Совета БАССР награждён медалью «Ветеран труда». В 2000 году был отмечен Почетной грамотой Республики Башкортостан. В 2002 году был награждён Почетной грамотой Министерства образования и науки РФ.
Ученый вел активную общественную деятельность. Вали Псянчин избирался членом-корреспондентом Академии педагогических и социальных наук России. Являлся членом Терминологической комиссии при Президиуме Верховного Совета БАССР, Комиссии по переводу трудов классиков марксизма-ленинизма при Башкирском обкоме КПСС, Совета ректоров РБ, редколлегии журнала «Учитель Башкортостана», диссертационного совета при БашГУ (ныне Уфимский университет науки и технологий). Более десяти лет руководил научным кружком по родному языку при кафедре башкирского языка БашГУ, из которого вышло много известных ученых.
Скончался Вали Псянчин 30 мая 2013 года на 84-м году жизни и похоронен на Южном кладбище Уфы.
Жизнь и научно-педагогическая деятельность ученого отражены в Краткой энциклопедии «Башкортостан», 5-м томе Башкирской энциклопедии, Википедии. Одна из улиц села Мраково с недавних пор носит имя Вали Псянчина.
Его дело ныне продолжают сыновья Юлай и Айбулат Псянчины, ставшие известными учеными. Юлай Валиевич стал языковедом, как и отец, является доктором филологических наук, профессором, членом редколлегии федеральных научных журналов «Российская тюркология» и «Родной язык. Лингвистический журнал», членом Российского комитета тюркологов при Отделении историко-филологических наук РАН. Ныне трудится в ГБУ Башкирский научно-исследовательский центр по пчеловодству и апитерапии ученым секретарем — начальником Отдела научно-технической информации и международного сотрудничества. Айбулат Валиевич — доктор географических наук, также профессор, является директором Ордена «Знак Почёта» Института истории, языка и литературы УФИЦ РАН, там же заведует Отделом этнологии. Долгие годы заведовал созданной им самим же кафедрой физической географии, краеведения и туризма в Башкирском государственном университете (ныне Уфимский университет науки и технологий). Так же работает заместителем председателя Уфимского федерального исследовательского центра РАН.

## Семья
Супруга — Кильмухаметова Лилия Габдулбареевна, 1936 года рождения, уроженка деревни Ибрагимово Кармаскалинского района Башкортостана, библиотечный работник. В разные годы трудилась в Министерстве просвещения Башкирской АССР, старшим библиотекарем в Башкирской республиканской библиотеке имени Н. К. Крупской, в Башкирской школе № 20 г. Уфы, до выхода на пенсию в 1992 году заведовала сектором биологии, географии и права библиографического отдела Научной библиотеки Башкирского государственного университета.
Сыновья Вали Шагалиевича продолжают идти по его стопам:
- Юлай Псянчин — доктор филологических наук, профессор, член-корреспондент РАЕН, вице-президент Общества востоковедов РАН.
- Айбулат Псянчин — доктор географических наук, профессор, председатель отделения Русского географического общества в Республике Башкортостан, заместитель Председателя Уфимского научного центра РАН, член президиума Уфимского научного центра РАН, член Топонимической службы при Правительстве Республики Башкортостан.

## Научная деятельность
Псянчин исследовал историю грамматики, лингводидактические основы методики преподавания башкирского языка в образовательных учреждениях.
Автор более 350 научных трудов, 40 монографий, учебников, учебных пособий и программ для школ, ссузов и вузов.
Научные труды:
- Псянчин В. Ш. Словообразовательные модели оронимов Башкирии// Ономастика Поволжья.- Уфа, 1973.
- Псянчин В. Ш. История образования форм прилагательных // Вопросы башкирского языкознания — Уфа: БГУ, 1975.
- Псянчин В. Ш. Шежере как источник по исторической грамматике башкирского языка // Вторая Южно-Уральская археографическая конференция: Тезисы докладов и сообщений.- Уфа. 1975.
- Башҡорт теленең тарихи морфологияһы.- Өфө, Башҡортостан китап нәшриәте, 1976. (на баш. языке)
- Лекции о происхождении формообразующих аффиксов имени прилагательного башкирского языка/ В. Ш. Псянчин.- Уфа: БГУ.1978.- 56 с.
- Историческая грамматика башкирского языка. — Уфа: Башкирское книжное издательство, 1983.
- Чудо образного слова / В. Ш. Псянчин. — Уфа: Китап, 1996.
- Родной язык. Учебник для 8-9 классов. Уфа: Китап, 2002.
- Программы по башкирскому языку для 5-11 классов. Уфа, 2002. — 132 с.
- Родной язык для 5 класса средней школы. Уфа, 2003.- 202 с.
- Әсә теле. Өфө:"Китап". — 2005.
- Основы культуры речи: Учебное пособие для педколледжей, гимназий, лицеев. — Уфа, 2004.
- Основы риторики: Пособие для 10-11 классов общеобразовательной башкирской школы. — Уфа, 2001.
- Родной язык. Учебник для 10 — 11 классов башкирской школы. — Уфа, 2005.
- Башкирский язык. Сборник упражнений. Уфа: Китап, 2007.- 215 с.
- Методические указания к учебнику «Родной язык» для учащихся 5 класса башкирской школы. Уфа: Китап, 2007.
- Башкирское художественное слово: от слова к выразительной речи.

Учебное пособие для учащихся 10-11 классов гимназий, лицеев, школ. — Уфа, 2008.
- Башкирский язык: Электронный учебник для педагогических колледжей. — Уфа, 2009.
- Башкирский язык. Учебное пособие. Уфа: Китап, 2011

## Награды, звания и премии
- «За доблестный труд в Великой Отечественной войне 1941—1945 гг.» (1945);
- Медаль «Ветеран труда»[4] (1985);
- Отличник народного просвещения РСФСР;
- Отличник просвещения Республики Башкортостан;
- Заслуженный учитель Республики Башкортостан (1991);
- «50 лет Победы в Великой Отечественной войне 1941—1945 гг.» (1995);
- Почётная грамота Республики Башкортостан[5] (2000).
- «60 лет Победы в Великой Отечественной войне 1941—1945 гг.» (2005);
- Почётный работник общего образования Российской Федерации (2005).
- «65 лет Победы в Великой Отечественной войне 1941—1945 гг.» (2010);